# Wilhelm Spemann

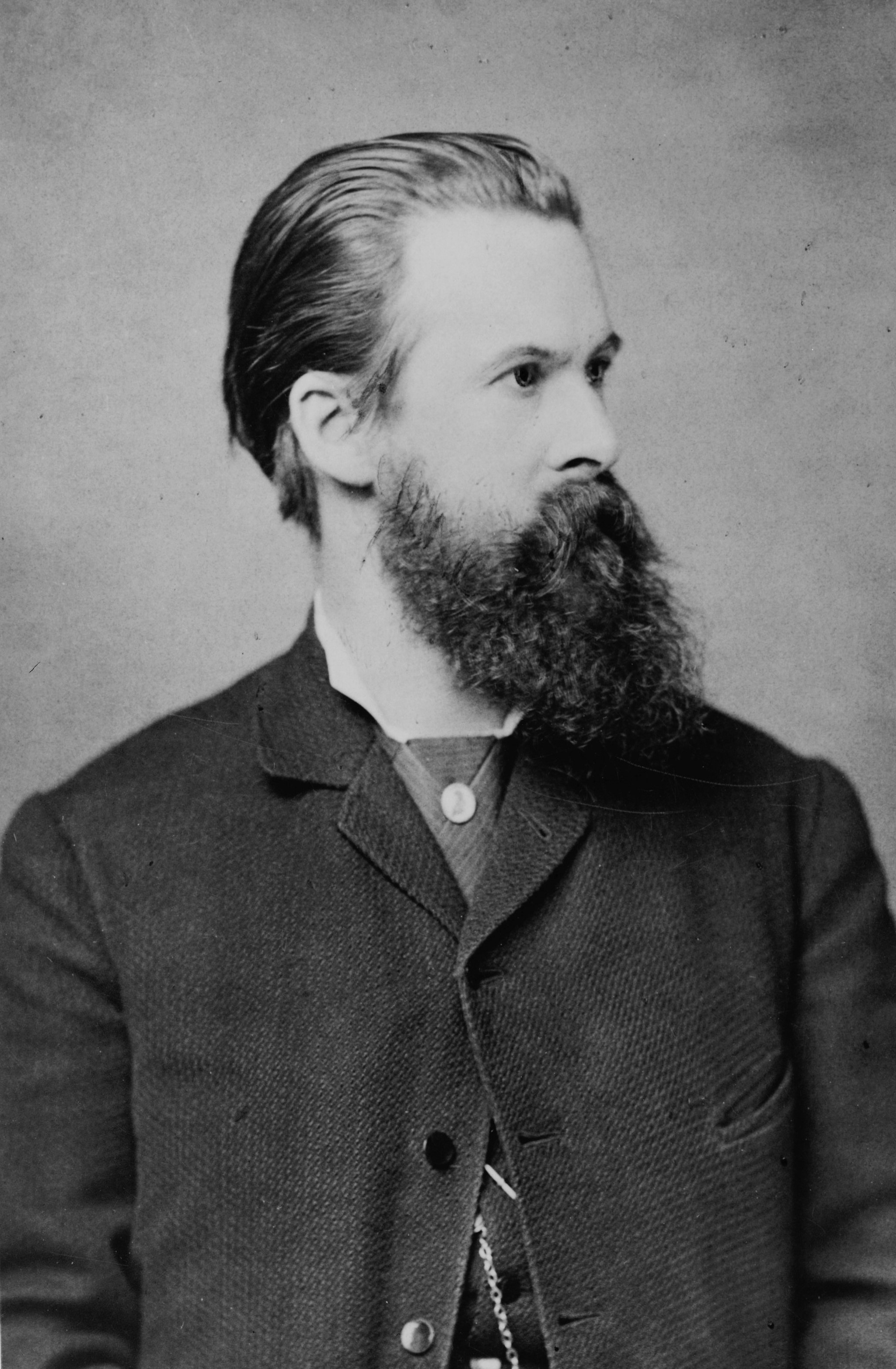
Wilhelm Spemann

Johann Wilhelm Spemann, född 24 december 1844 i Unna, död 29 juni 1910 i Stuttgart, var en tysk bokförläggare.
Spemann grundlade 1873 i Stuttgart ett förlag, som under hans ledning växte till ett av Tysklands mera betydande. Han var främst inriktad på skönlitteratur samt konst- och kulturhistoria. Han planlade och genomförde stora projekt, som Collection Spemann, ett urval ur världslitteraturen, senare utökad med en avdelning för modern skönlitteratur, familjetidningen Vom Felz zum Meer, med Tysklands bästa författare och konstnärer som medarbetare och som snabbt vann en enastående spridning, och särskilt Die Deutsche Nationallitteratur, en kritisk utgåva av tyska klassiker (totalt 220 band). Det kan även nämnas, att Spemann återupplivade det gamla, ansedda Pierer's Konversations-Lexikon och utgav Kürschner's Taschen-Konversations-Lexikon, som blev mönster för liknande i andra länder, bland annat i Storbritannien, Danmark och Norge. Förlaget, som 1882 hade inrättat en filial i Berlin, blev 1890 tillsammans med två andra förlag i Stuttgart, Hermann Schönlein och bröderna Kröner, ombildat till ett aktiebolag under firma Union Deutsche Verlagsgesellschaft.